# Диня (село)
Диня е село в Южна България. То се намира в община Раднево, област Стара Загора.

## География
Диня се намира в централната част на Горнотракийската низина, покрай селото протича р. Съзлийка, приток на р. Марица. Заобиколено е от широколистни гори. В близост до селото има изграден микроязовир с издигната дига.

## История
Според легендата българският цар Иван Шишман минава със своя кон край работливите българки и ги попитал какво правят, а те отвърнали, че сеят карпузи (дини), затова той дал и точно това име на селото – Карпусча. Днес селото се казва Диня.

## Религии
Населението е изцяло с Източноправославно изповедание. В селото има камбанария издигната до кметството.

## Културни и природни забележителности
В центъра на селото е издигнат паметник с имена и снимки на загинали в боевете с Турция българи от селото.

## Редовни събития
Съборът на селото е възобновен, провежда се ежегодно и е посветен на Св. св. равноапостоли Константин и Елена.

## Личности
Желязко Петков Жътварски – роден през 1840 г. в с. Карпосча (дн. с. Диня). Участник в боевете при Шипка (1877 г.), по-късно околийски началник на околия Къзъл Агач. Елховски народен представител в трето и четвърто велики народни събрания.
1. ↑  www.grao.bg